# Mandi
Mandi (hindi: मंडी, bengali: মান্দী, gujarati: મંડી) är en ort i Indien.   Den ligger i distriktet Mandi och delstaten Himachal Pradesh, i den norra delen av landet, 300 km norr om huvudstaden New Delhi. Mandi ligger 764 meter över havet och antalet invånare är 28 217.
Terrängen runt Mandi är varierad. Mandi ligger nere i en dal. Runt Mandi är det tätbefolkat, med 411 invånare per kvadratkilometer. Mandi är det största samhället i trakten. I omgivningarna runt Mandi växer huvudsakligen savannskog.

## Bilder

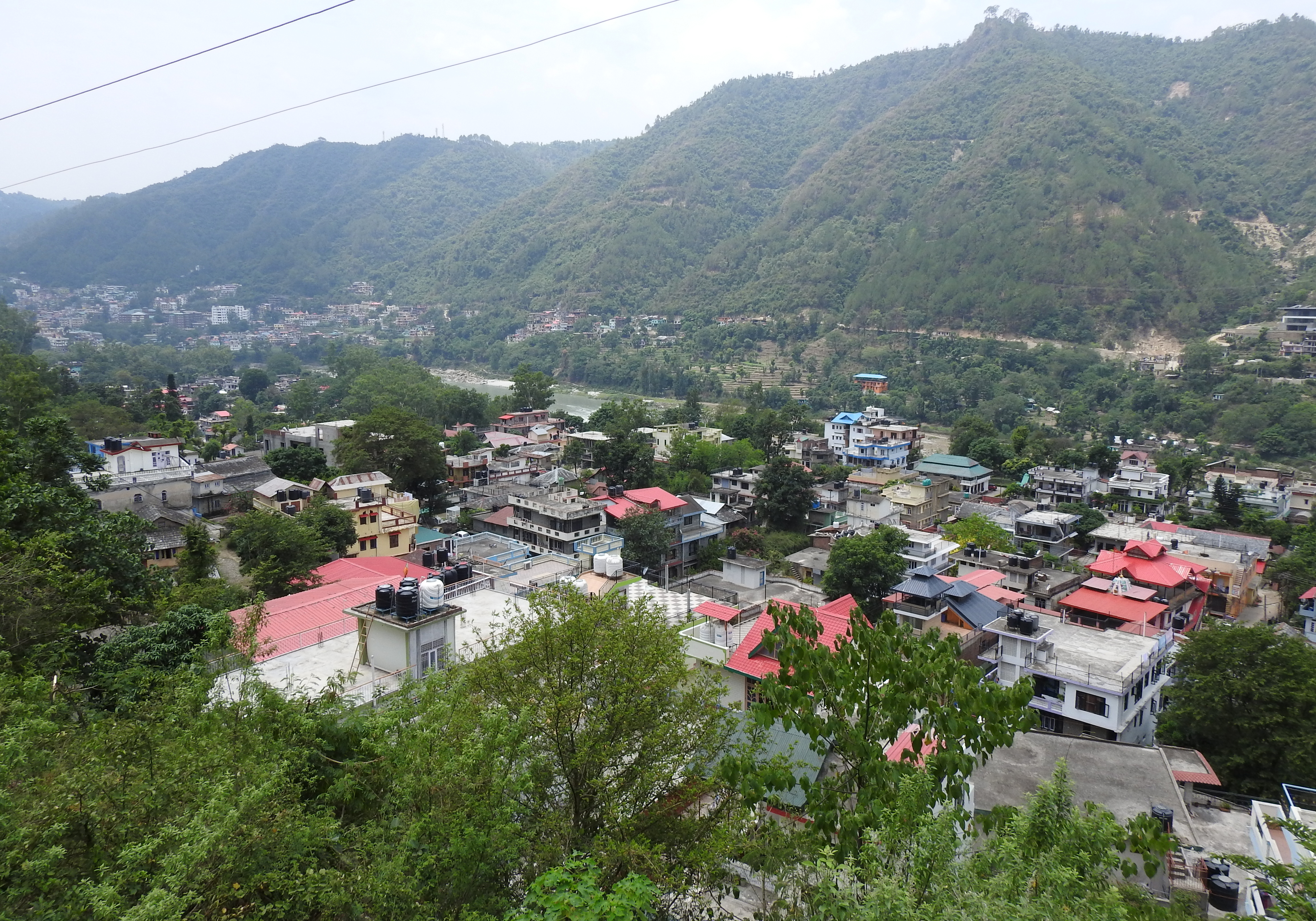
Mandi town
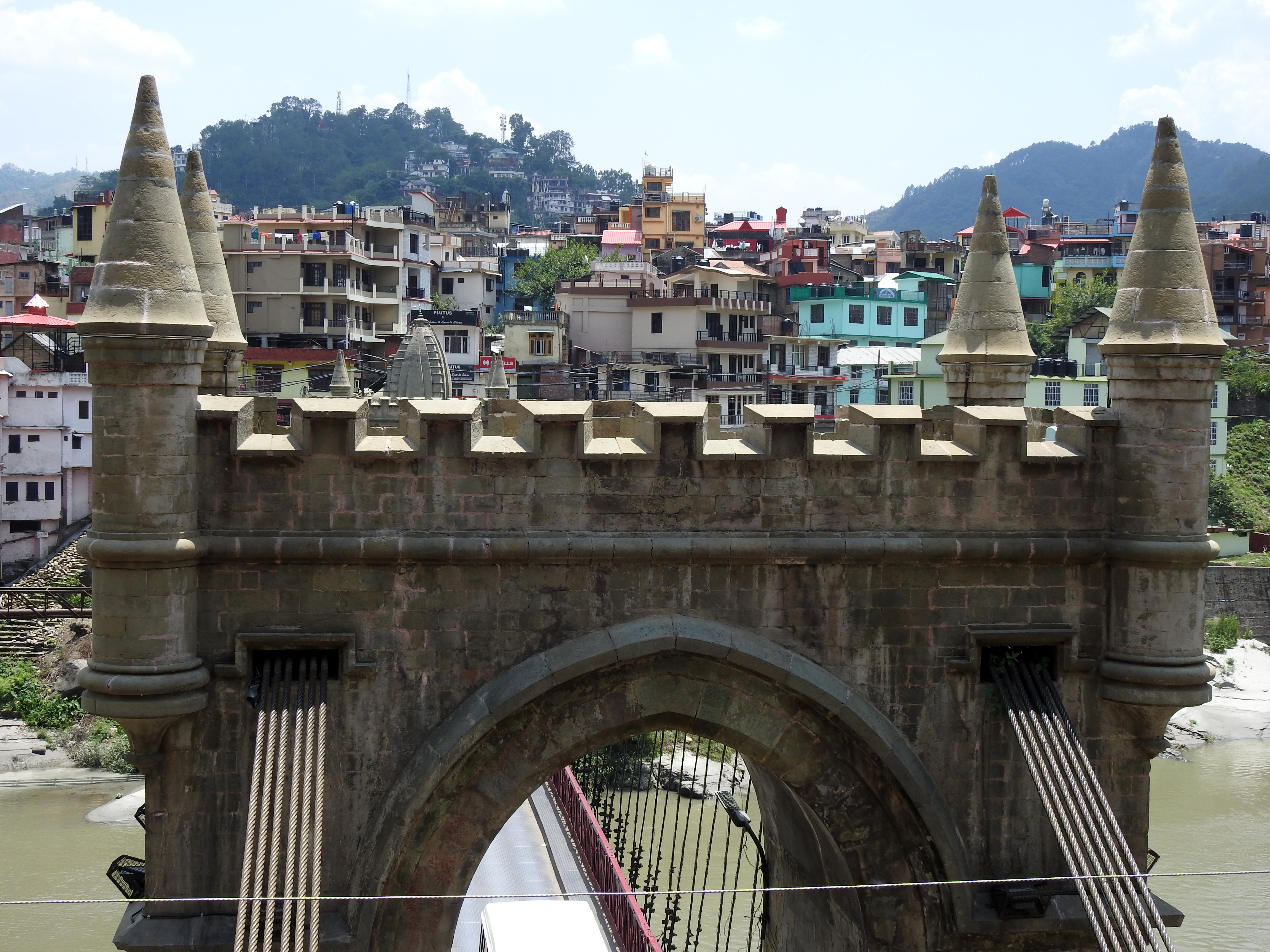
Victoria Bridge ,Mandi closer view
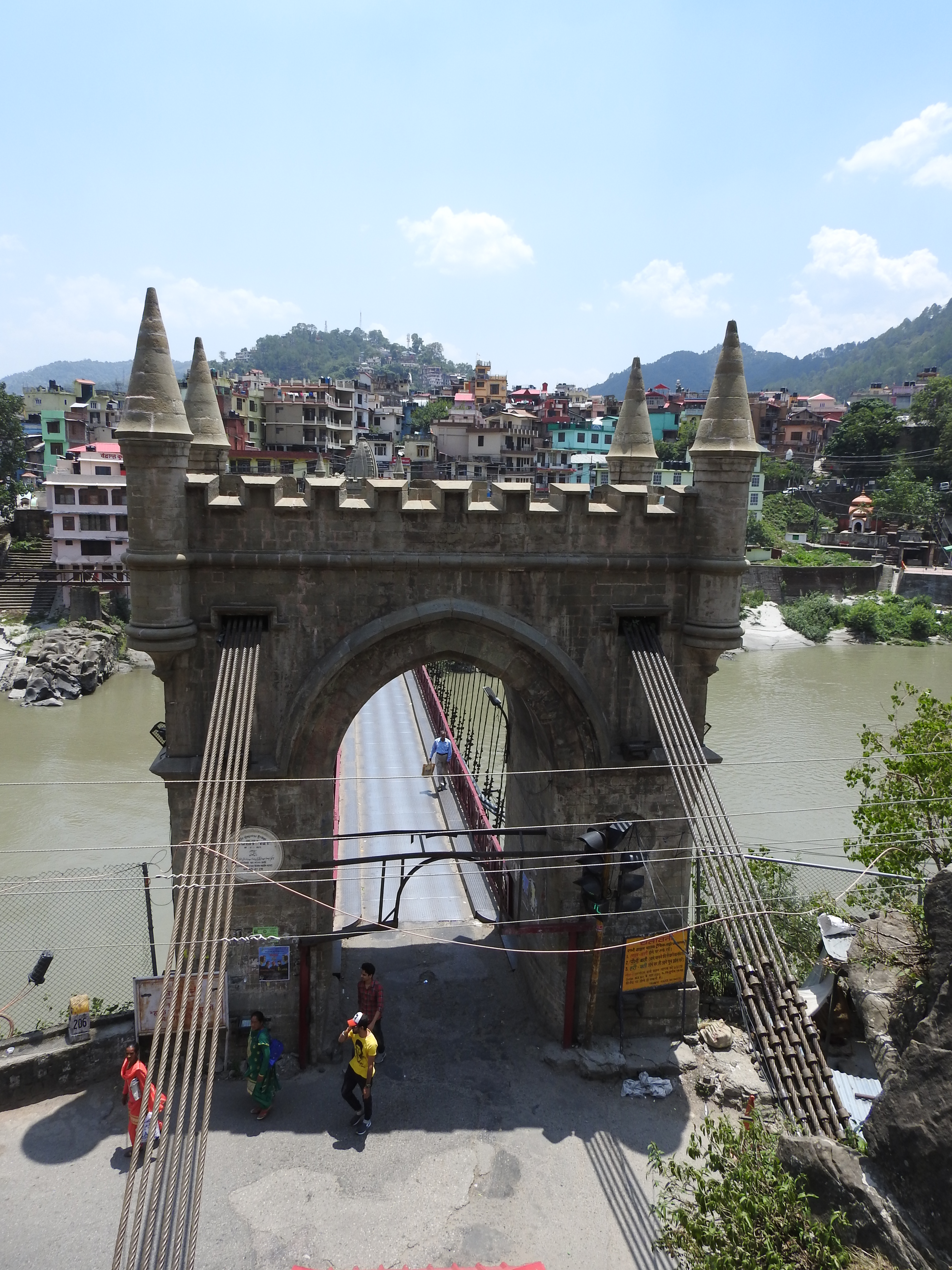
Victoria Bridge ,Mandi full view
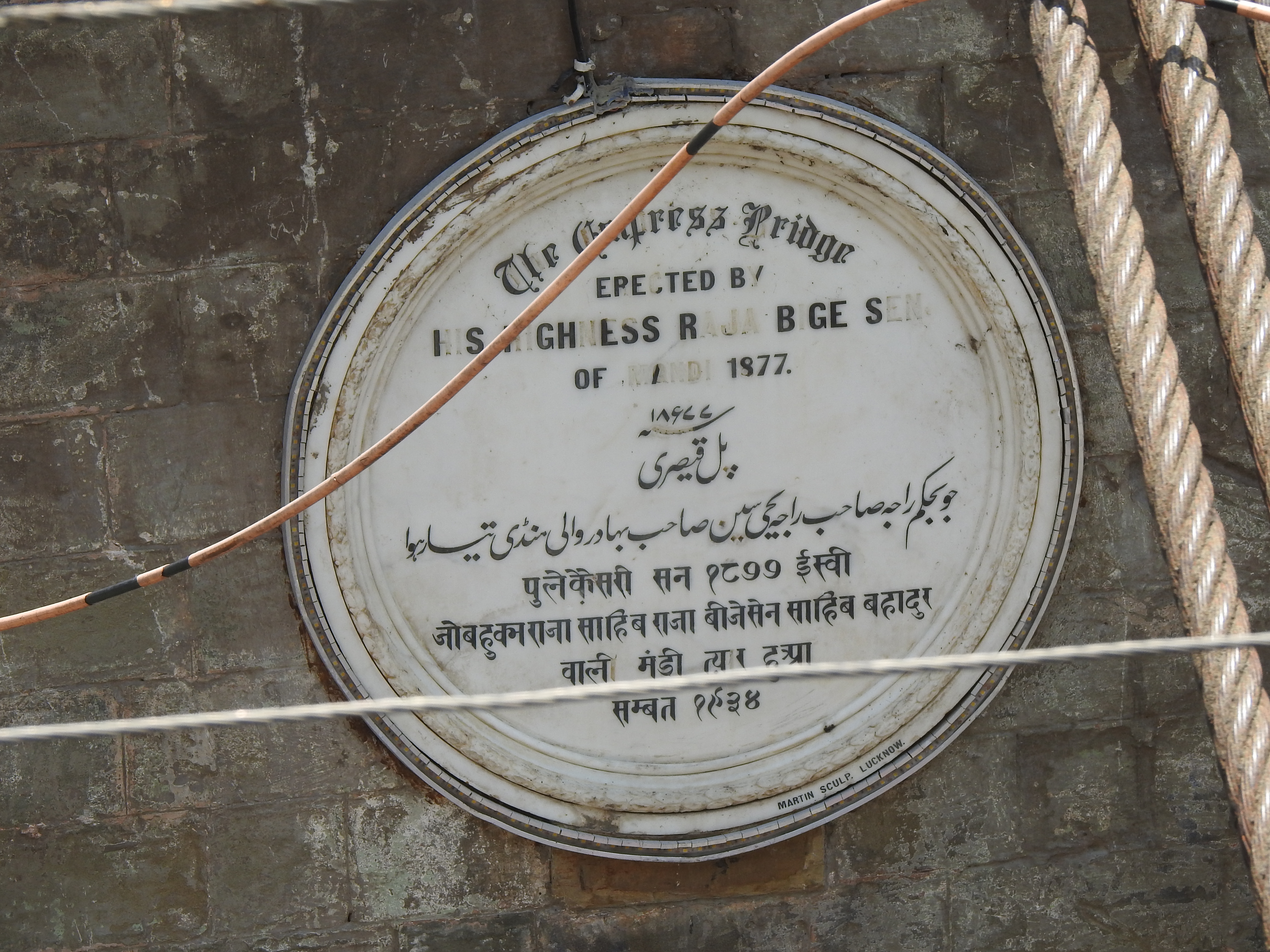
Victoria Bridge ,Mandi ,inscription board
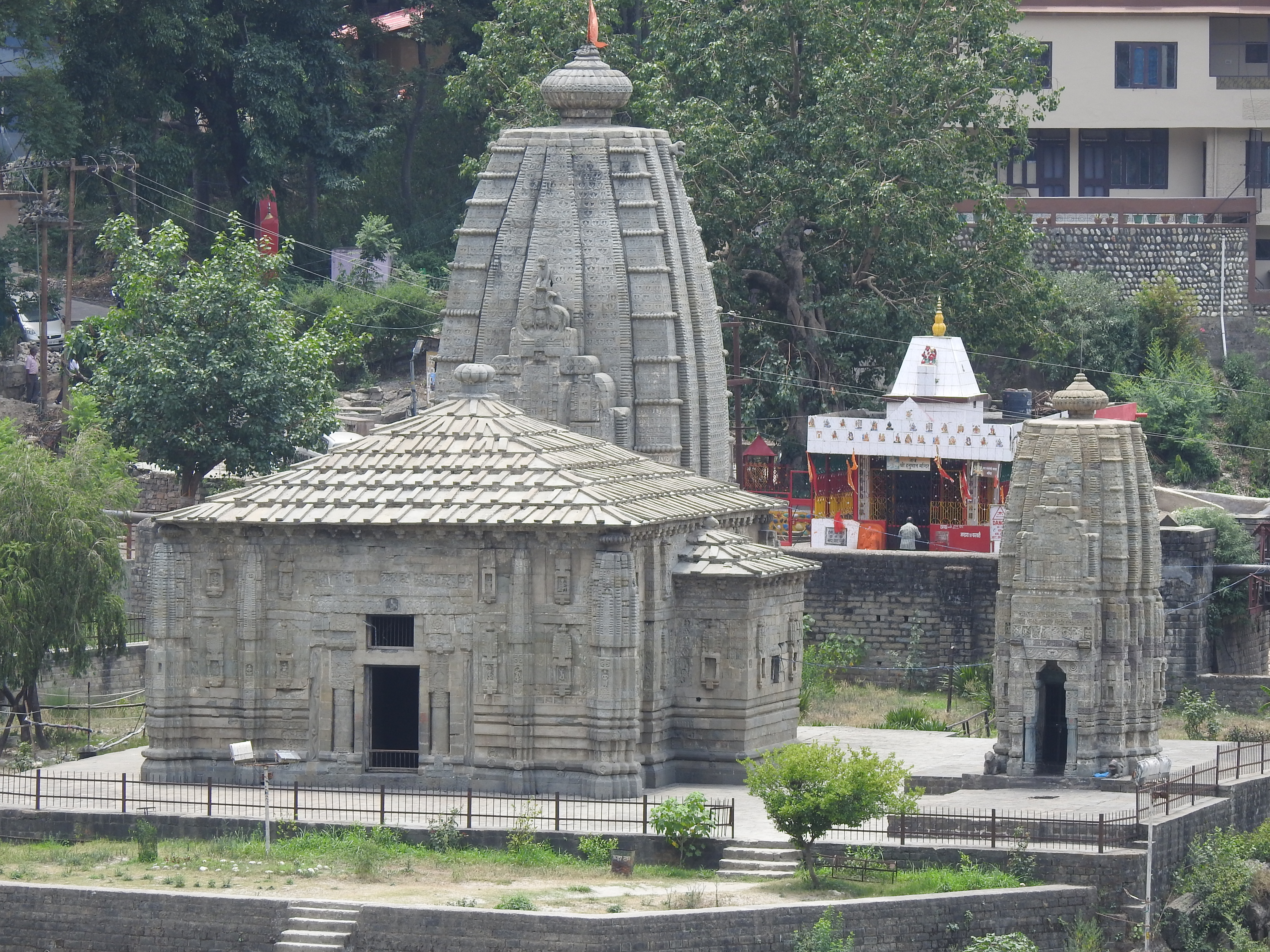
Triloknath Temple
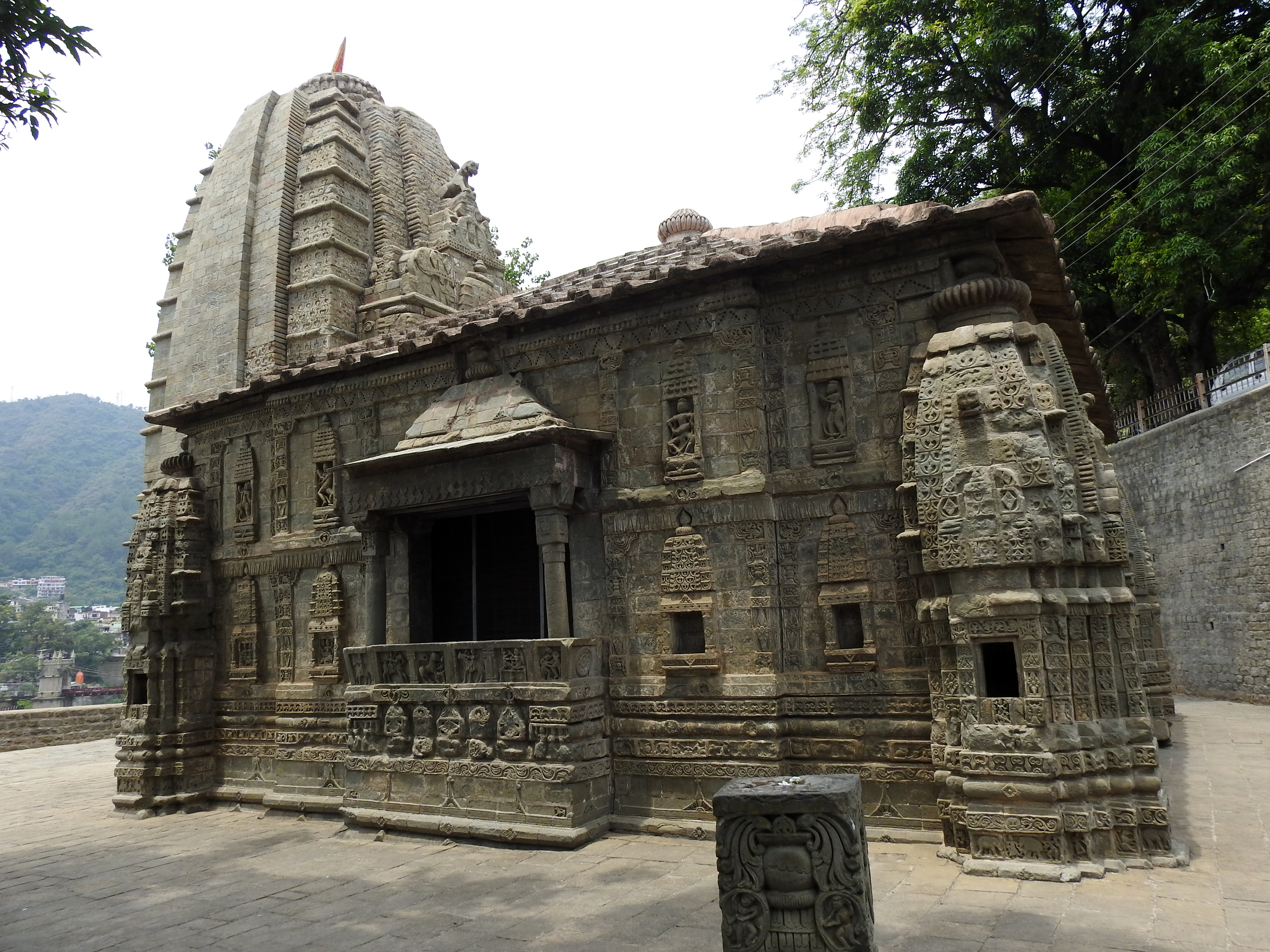
Triloknath Temple
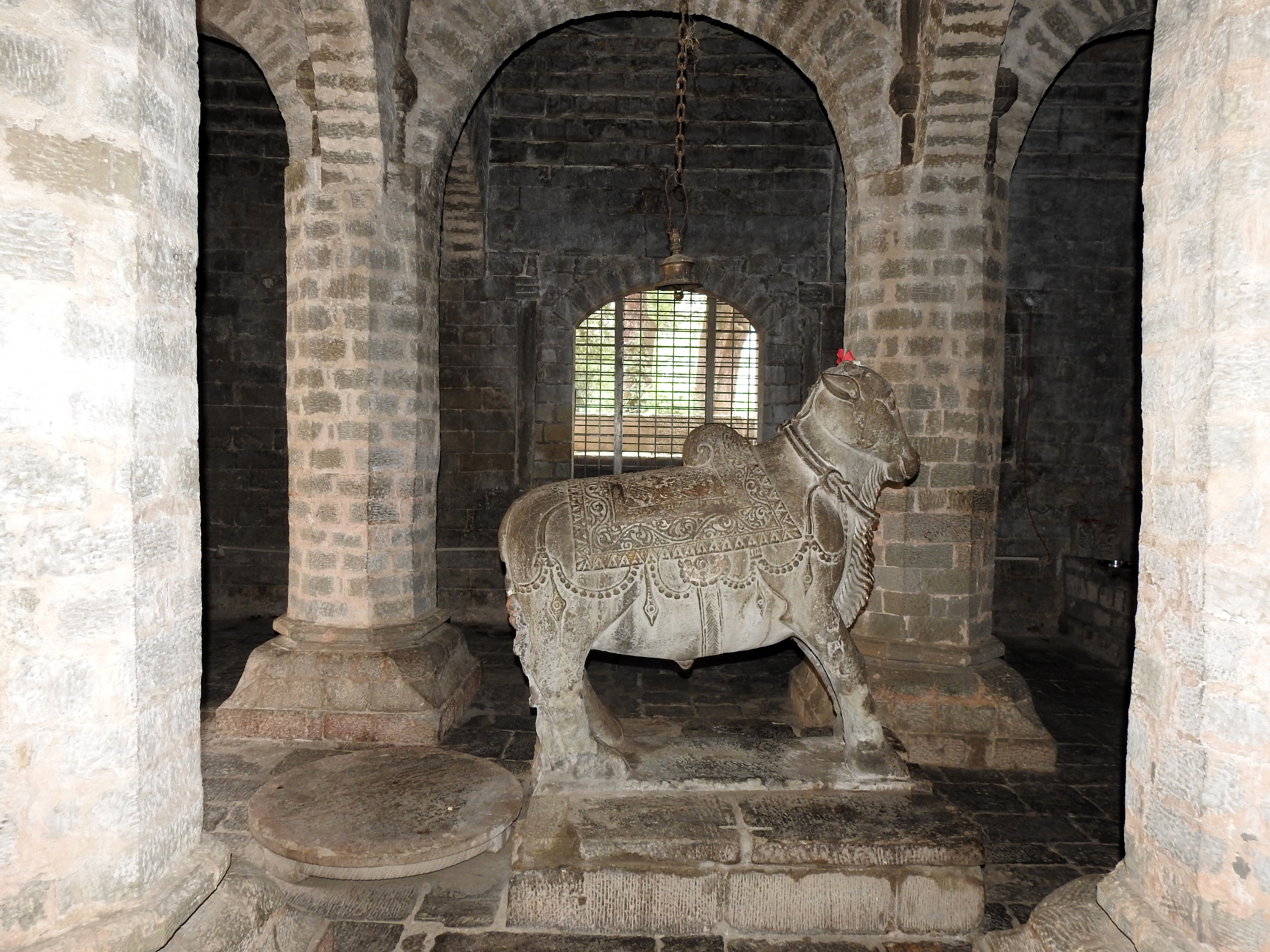
Triloknath Temple -inner view
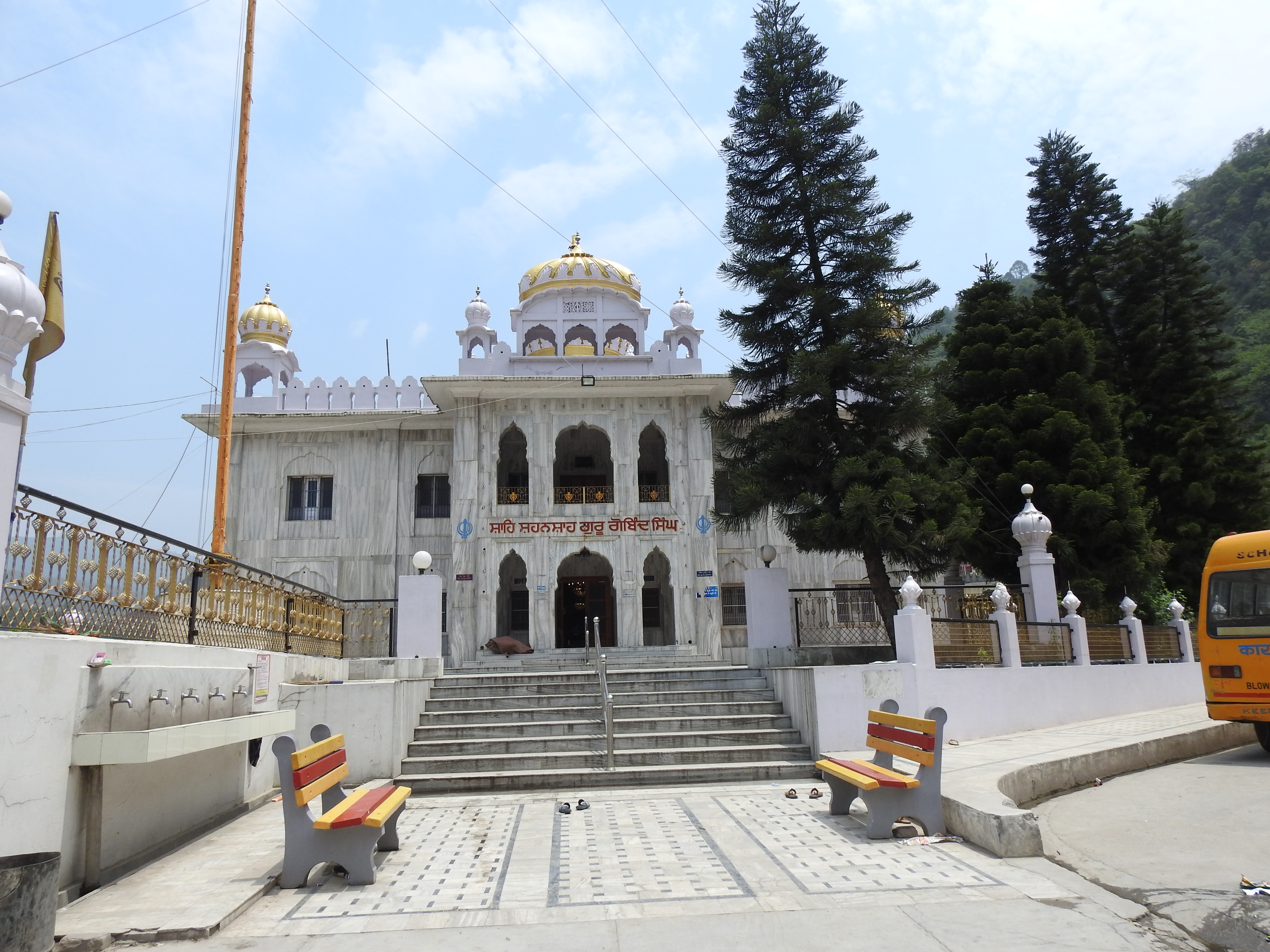
Gurudwara Palang Sahib
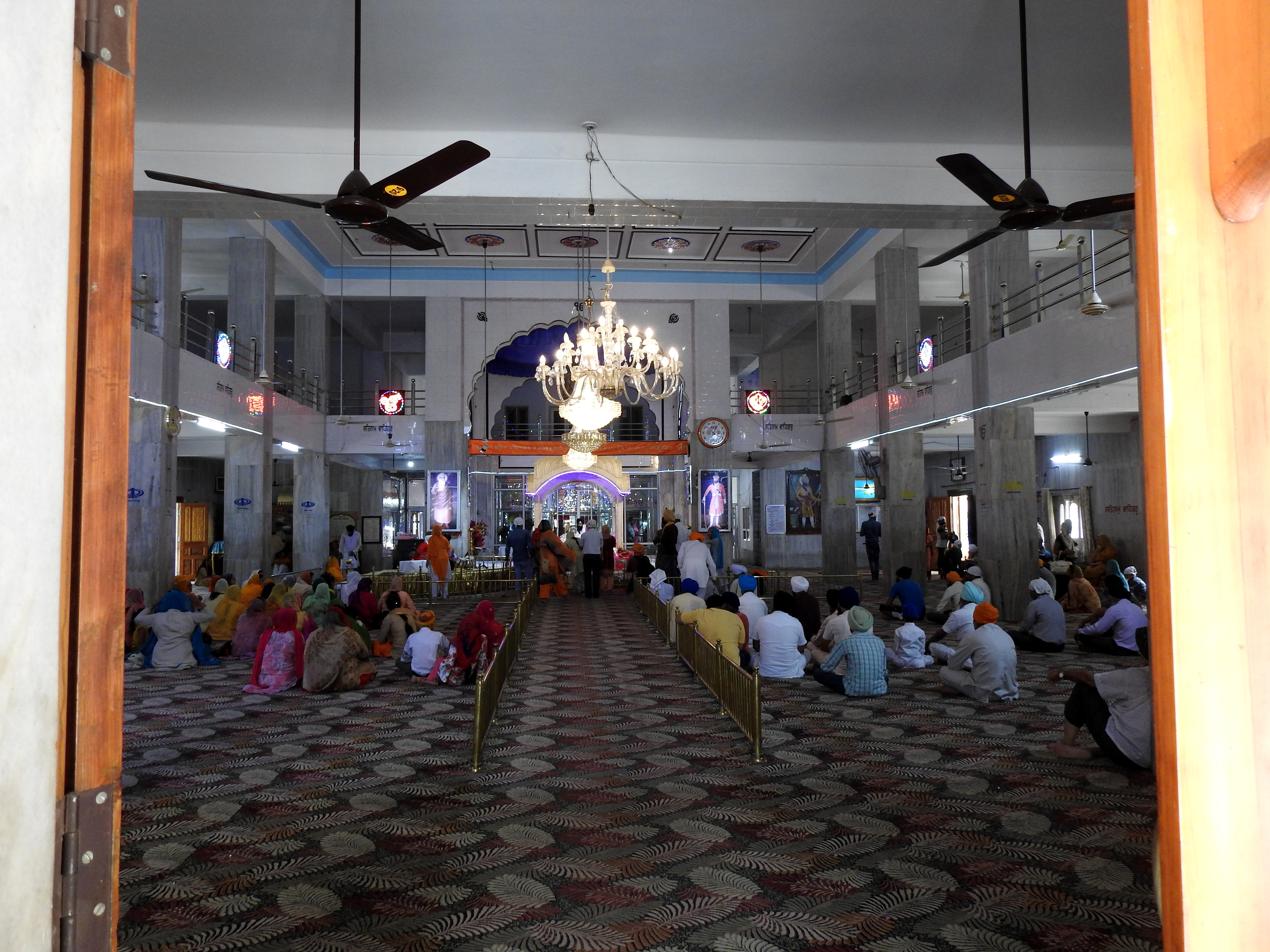
Gurudwara Palang -iner view
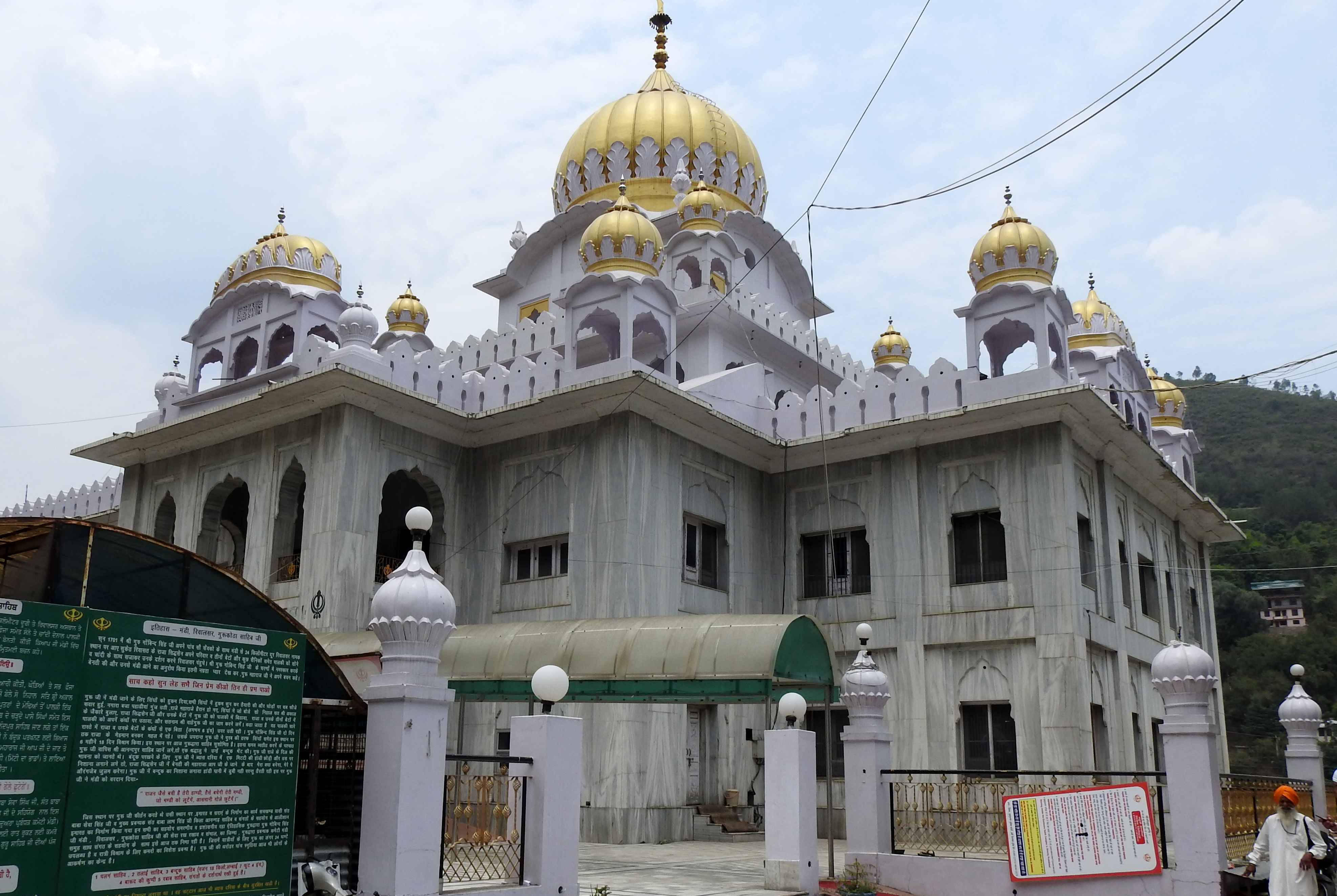
Gurudwara Palang Sahib-outer view
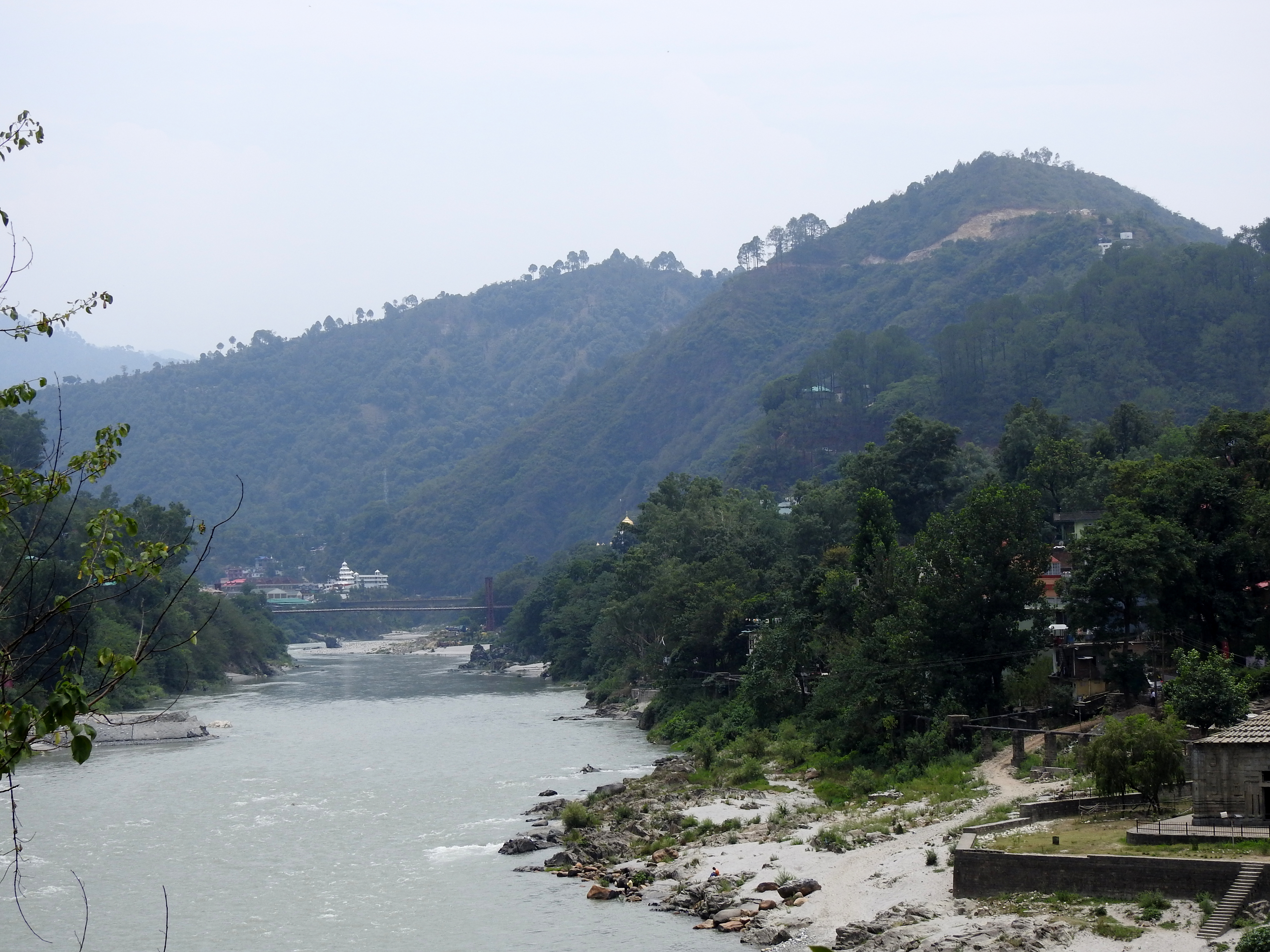
Bhimakali Temple -distant view
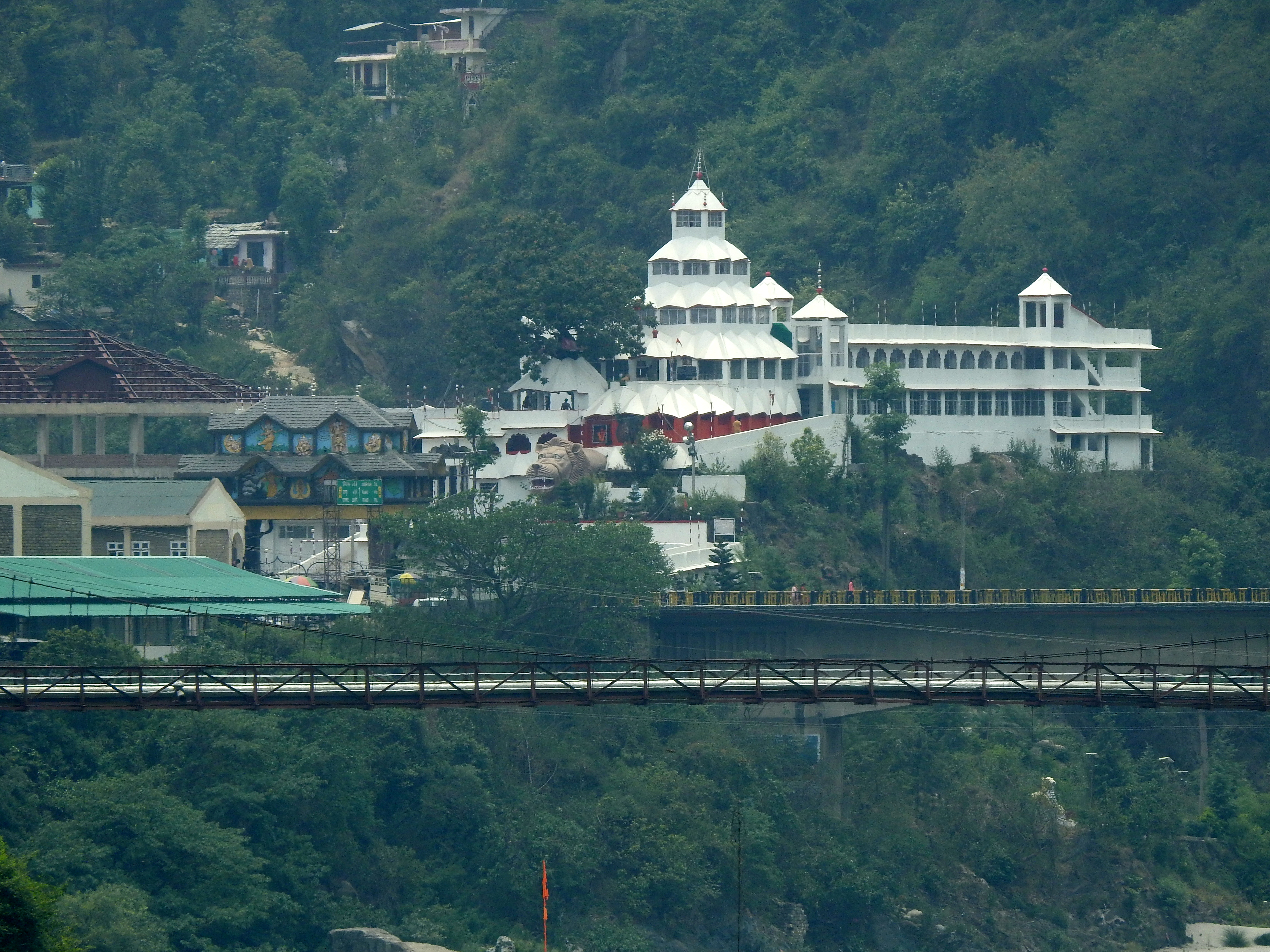
Bhimakali Temple-closer view